# Luca Urlando
Luca Urlando, född 16 mars 2002, är en amerikansk simmare.

## Karriär
Urlando tog fem guld vid junior-VM 2019. Individuellt tog han guld på 200 meter frisim och 200 meter fjärilsim. Han ingick även i det amerikanska laget som tog guld på 4 x 100 frisim, 4 x 200 frisim och 4 x 100 mixad frisim.